# Rut- und Klaus-Bahlsen-Stiftung
Die Rut- und Klaus-Bahlsen-Stiftung ist eine Stiftung mit Sitz in Hannover, die Projekte zur gesunden Ernährung, zum ökologischen Landbau sowie zum Naturschutz und zur Naturheilkunde in Deutschland fördert. Gegründet wurde die Stiftung im Jahr 1972 vom hannoverschen Unternehmerehepaar Rut und Klaus Bahlsen. 

## Beschreibung
Die Stiftung gehört zu den großen privaten Stiftungen in Deutschland. 1991 verfügte sie über ein Vermögen von 56 Millionen Euro, das 2017 bei 100.000 Millionen Euro lag. 2022 betrug es 120 Millionen Euro. Das jährliche Fördervolumen der Stiftung beträgt ca. 1,0 – 2,0 Millionen Euro. Bis heute (2022) gab es 690 Förderungen im Wert von 41 Millionen Euro. Mehr als die Hälfte der Projekte befinden sich in der Region Hannover. Zu den geförderten Projekten zählen unter anderem:
- Informationspavillon am Großer Garten Hannover-Herrenhausen
- Klaus-Bahlsen-Brunnen auf dem Trammplatz
- Rut-und Klaus-Bahlsen-Brücke in der Eilenriede
- Integrative Kindertagesstätte Rut-Bahlsen-Zentrum im Heideviertel
- Senioren- und Pflegeheim Klaus Bahlsen Haus in Bothfeld
- Studierendenhaus Klaus Bahlsen in der Nordstadt
- Energie-, Bildungs- und Erlebniszentrum in Aurich
- Naturpark Insel Usedom

Vorsitzender des Vorstands ist seit 2018 Jürgen Seja.